# Чадски језици
Чадски језици су група језика која припада афроазијским језицима. Језици ове групе распрострањени су на територији Нигера, Чада, северне Нигерије, делова Камеруна и Централноафричке Републике. Најраспростањенији језик ове групе је хауса, који је међународни језик великог дела западне Африке.

## Класификација
- Западни чадски језици:
  - (А)(Хауса, Рон, Боле, Ангас)
  - (Б)(Баде, Варђи, Заар)

- Биу-мандара језици:
  - (А)(Бура, Камве, Бата)
  - (Б)(Будума, Мусгу)
  - (Ц)(Гидар језици)

- Источни чадски језици:
  - (А)(Тумак, Нансере, Кера)
  - (Б)(Дангалеат, Мокулу, Сокоро)

- Маса језици